# Rare Folk
Rare Folk è un gruppo musicale spagnolo di musica folk, formatosi nel 1992 a Siviglia.

## Storia del gruppo
Il primo album, del 1994, avrà come titolo originale Rare Folk, e rappresenterà il trampolino di lancio per il gruppo e consentirà l'accesso a Template:Ds chiarire nella provincia di Siviglia e occasionalmente lontano dall'Andalusia.
Tra il 1995 e il 1997, il gruppo entra in una fase sperimentale in cui il supporto popolare tra flirt con il jazz, fusion e altra musica sul nascere permettono la preparazione del secondo disco, che sarebbe uscito con il nome di Green, consente al gruppo di essere uno dei vincitori del circuito 1999 di musica "Injuve" e realizzare finalmente un ruolo sempre più importante nei festival in Spagna, condividendo il palco con illustri musicisti di diversi paesi come Capercaille, Altan, Wolfstone e Hevia.
Nel 2001 esce il loro terzo album, Unimaverse, che rappresenta il definitivo consolidamento di questo gruppo. Questo disco è un mix di musica celtica, orientale e africana. Questo lavoro è stato curato dalla band attraverso il suo marchio "Fusion Art", che li conduce ad essere considerato dalla stampa nazionale ed europea come la più grande esponente della nuova musica folk spagnola.

## Discografia
- Rare Folk (1993)
- Green (1998)
- Unimaverse (2001)
- Natural Fractals (2006)
- Go (Rare Folk) (2011)

## Compilation
- Navidades de Arte 1998 (BMG-Ariola)
- Musica Celta sonidos de una identidad mágica 1999 (RBA Editores)
- Naciones Celtas II 1999 (Fonofolk)
- Funclub 20 Aniversario 2006